# Piotr Malinowski
Piotr Malinowski (Częstochowa, 25 de março de 1984) é um futebolista polonês. Começou sua carreira em 2002, aos 18 anos, no Raków Częstochowa, time de sua cidade natal. Desde 2009, joga no Podbeskidzie Bielsko-Biała.